# أبو مقبرة
أبو مقبرة قرية سوريّة تتبع إداريّاً لمحافظة حلب منطقة منبج ناحية خفسة، بلغ تعداد سكانها (1,214) نسمة حسب التعداد السكاني لعام 2004.